# 一色氏明 (刑部少輔)
一色 氏明（いっしき うじあき）は、戦国時代の武将。古河公方・足利義氏の家臣であり、足利義輝の御部屋衆でもあった。

## 概要
『北条記』巻3によると、永禄元年（1558年）に古河公方・足利義氏が鶴岡八幡宮に参詣した際に御沓役を務めている。古河公方（足利晴氏・義氏）に仕えた幸手一色氏は一色直朝が、刑部少輔を称した幸手一色氏は一色時家がいる。
『永禄六年諸役人附』に「一色刑部少輔氏明」とあり「吉良殿弟」とされる。「吉良殿」とは義氏が鶴岡八幡宮に参詣した際に氏明とともに「御傘を仕」った吉良左兵衛佐（頼康）であると考えられる。